# 마쓰마에 우지히로
마쓰마에 우지히로(일본어: 松前氏廣, 1622년 ~ 1648년 10월 11일)는 마쓰마에번의 3대 번주이다.
마쓰마에 긴히로(松前公廣)의 둘째 아들로 후쿠야마 성에서 태어났다. 1826년, 형인 가네히로(兼廣)가 일찍 사망했기 때문에 후계자 자리에 올랐으며, 1638년에는 도쿠가와 이에미쓰를 알현했다. 1641년 아버지가 죽자 그 뒤를 이어 번주가 되었다. 1643년, 아이누 헤나우케가 반란을 일으키자 일족인 가키자키 도시히로(蠣崎利廣) 등에게 진압하게 했다. 1648년, 27세의 나이로 에도의 번저(藩邸)에서 사망하였다. 장남인 다카히로(高廣)가 뒤를 이었다.
| 전임 마쓰마에 긴히로 | 제3대 마쓰마에번 번주 1641년 ~ 1648년 | 후임 마쓰마에 다카히로 |